# Indian Wells Open 2008 - Qualificazioni singolare femminile
Le qualificazioni del singolare femminile dell'Indian Wells Open 2008 sono state un torneo di tennis preliminare per accedere alla fase finale della manifestazione. Le vincitrici dell'ultimo turno sono entrate di diritto nel tabellone principale. In caso di ritiro di una o più giocatrici aventi diritto, a queste sono subentrate le lucky loser, ossia le giocatrici che hanno perso nell'ultimo turno ma che avevano una classifica più alta rispetto alle altre partecipanti che avevano comunque perso nel turno finale.
Le qualificazioni del torneo Indian Wells Open  2008 prevedevano 48 partecipanti di cui 12 sono entrate nel tabellone principale.

## Teste di serie
1. Alisa Klejbanova (primo turno)
2. Julie Ditty (ultimo turno)
3. Petra Cetkovská (primo turno)
4. Marina Eraković (primo turno)
5. Alla Kudrjavceva (Qualificata)
6. Stéphanie Dubois (primo turno)
7. Catalina Castaño (Qualificata)
8. Aiko Nakamura (ultimo turno)
9. Juliana Fedak (primo turno)
10. Galina Voskoboeva (Qualificata)
11. Rosana De Los Rios (ultimo turno)
12. Tat'jana Puček (ultimo turno)

1. Evgenija Rodina (Qualificata)
2. Iveta Benešová (Qualificata)
3. Katie O'brien (ultimo turno)
4. Olivia Sanchez (ultimo turno)
5. Riza Zalameda (primo turno)
6. Stéphanie Cohen-Aloro (Qualificata)
7. Julia Schruff (primo turno)
8. Anne Keothavong (ultimo turno)
9. Renata Voráčová (Qualificata)
10. Emmanuelle Gagliardi (ultimo turno)
11. Sabine Lisicki (Qualificata)
12. Melinda Czink (Qualificata)

## Qualificati
1. Renata Voráčová
2. Iveta Benešová
3. Barbora Zahlavova Strycova
4. Sabine Lisicki
5. Alla Kudrjavceva
6. Gréta Arn

1. Catalina Castaño
2. Stéphanie Cohen-Aloro
3. Melinda Czink
4. Galina Voskoboeva
5. Evgenija Rodina
6. Julia Schruff

## Tabellone

### Legenda
| - Q = Qualificato - WC = Wild card - LL = Lucky loser | - ALT = Alternate - SE = Special Exempt - PR = Protected Ranking | - w/o = Walkover - r = Ritirato - d = Squalificato |

### Sezione 1
|  | Primo turno | Primo turno       | Primo turno | Primo turno | Primo turno |  |  | Ultimo turno | Ultimo turno    | Ultimo turno    | Ultimo turno | Ultimo turno |  |
|  |             |                   |             |             |             |  |  |              |                 |                 |              |              |  |
|  |             | Rika Fujiwara     | 3           | 6           | 7           |  |  |              |                 |                 |              |              |  |
|  | 1           | Alisa Klejbanova  | 6           | 1           | 5           |  |  |              | Rika Fujiwara   | Rika Fujiwara   | 2            | 2            |  |
|  | 21          | Renata Voráčová   | 4           | 6           | 6           |  |  | 21           | Renata Voráčová | Renata Voráčová | 6            | 6            |  |
|  |             | Varvara Lepchenko | 6           | 3           | 1           |  |  |              |                 |                 |              |              |  |

### Sezione 2
|  | Primo turno | Primo turno         | Primo turno         | Primo turno | Primo turno |  |  | Ultimo turno | Ultimo turno   | Ultimo turno | Ultimo turno | Ultimo turno |  |
|  |             |                     |                     |             |             |  |  |              |                |              |              |              |  |
|  | 2           | Julie Ditty         | Julie Ditty         | 7           | 6           |  |  |              |                |              |              |              |  |
|  |             | Alexandra Stevenson | Alexandra Stevenson | 5           | 2           |  |  | 2            | Julie Ditty    | 6            | 2            | 0            |  |
|  | 14          | Iveta Benešová      | 6                   | 65          | 6           |  |  | 14           | Iveta Benešová | 3            | 6            | 6            |  |
|  |             | Angelika Bachmann   | 1                   | 7           | 3           |  |  |              |                |              |              |              |  |

### Sezione 3
|  | Primo turno | Primo turno                | Primo turno   | Primo turno | Primo turno |  |  | Ultimo turno | Ultimo turno               | Ultimo turno               | Ultimo turno | Ultimo turno |  |
|  |             |                            |               |             |             |  |  |              |                            |                            |              |              |  |
|  |             | Barbora Zahlavova Strycova | 6             | 2           | 6           |  |  |              |                            |                            |              |              |  |
|  | 3           | Petra Cetkovská            | 4             | 6           | 4           |  |  |              | Barbora Zahlavova Strycova | Barbora Zahlavova Strycova | 6            | 6            |  |
|  | 15          | Katie O'brien              | Katie O'brien | 6           | 7           |  |  | 15           | Katie O'brien              | Katie O'brien              | 4            | 4            |  |
|  |             | Selima Sfar                | Selima Sfar   | 3           | 6           |  |  |              |                            |                            |              |              |  |

### Sezione 4
|  | Primo turno | Primo turno        | Primo turno        | Primo turno | Primo turno |  |  | Ultimo turno | Ultimo turno       | Ultimo turno       | Ultimo turno | Ultimo turno |  |
|  |             |                    |                    |             |             |  |  |              |                    |                    |              |              |  |
|  |             | Aleksandra Wozniak | Aleksandra Wozniak | 6           | 6           |  |  |              |                    |                    |              |              |  |
|  | 4           | Marina Eraković    | Marina Eraković    | 0           | 4           |  |  |              | Aleksandra Wozniak | Aleksandra Wozniak | 6            | 4            |  |
|  | 23          | Sabine Lisicki     | Sabine Lisicki     | 6           | 6           |  |  | 23           | Sabine Lisicki     | Sabine Lisicki     | 7            | 6            |  |
|  |             | Raquel Kops-Jones  | Raquel Kops-Jones  | 2           | 3           |  |  |              |                    |                    |              |              |  |

### Sezione 5
|  | Primo turno | Primo turno       | Primo turno       | Primo turno | Primo turno |  |  | Ultimo turno | Ultimo turno     | Ultimo turno | Ultimo turno | Ultimo turno |  |
|  |             |                   |                   |             |             |  |  |              |                  |              |              |              |  |
|  | 5           | Alla Kudrjavceva  | Alla Kudrjavceva  | 6           | 6           |  |  |              |                  |              |              |              |  |
|  |             | Jarmila Gajdošová | Jarmila Gajdošová | 2           | 0           |  |  | 5            | Alla Kudrjavceva | 3            | 6            | 7            |  |
|  |             | Riza Zalameda     | 6(1)              | 7           | 7           |  |  |              | Riza Zalameda    | 6            | 1            | 65           |  |
|  | 17          | Julia Görges      | 7                 | 5           | 5           |  |  |              |                  |              |              |              |  |

### Sezione 6
|  | Primo turno | Primo turno          | Primo turno      | Primo turno | Primo turno |  |  | Ultimo turno | Ultimo turno         | Ultimo turno | Ultimo turno | Ultimo turno |  |
|  |             |                      |                  |             |             |  |  |              |                      |              |              |              |  |
|  |             | Gréta Arn            | Gréta Arn        | 6           | 6           |  |  |              |                      |              |              |              |  |
|  | 6           | Stéphanie Dubois     | Stéphanie Dubois | 3           | 3           |  |  |              | Gréta Arn            | 1            | 7            | 6            |  |
|  | 22          | Emmanuelle Gagliardi | 6                | 3           | 6           |  |  | 22           | Emmanuelle Gagliardi | 6            | 5            | 3            |  |
|  |             | Abigail Spears       | 2                | 6           | 3           |  |  |              |                      |              |              |              |  |

### Sezione 7
|  | Primo turno | Primo turno      | Primo turno | Primo turno | Primo turno |  |  | Ultimo turno | Ultimo turno     | Ultimo turno     | Ultimo turno | Ultimo turno |  |
|  |             |                  |             |             |             |  |  |              |                  |                  |              |              |  |
|  | 7           | Catalina Castaño | 6           | 3           | 6           |  |  |              |                  |                  |              |              |  |
|  |             | Gail Brodsky     | 3           | 6           | 2           |  |  | 7            | Catalina Castaño | Catalina Castaño | 6            | 6            |  |
|  | 16          | Olivia Sanchez   | 5           | 6           | 6           |  |  | 16           | Olivia Sanchez   | Olivia Sanchez   | 4            | 1            |  |
|  |             | Hana Šromová     | 7           | 4           | 4           |  |  |              |                  |                  |              |              |  |

### Sezione 8
|  | Primo turno | Primo turno           | Primo turno           | Primo turno | Primo turno |  |  | Ultimo turno | Ultimo turno          | Ultimo turno | Ultimo turno | Ultimo turno |  |
|  |             |                       |                       |             |             |  |  |              |                       |              |              |              |  |
|  | 8           | Aiko Nakamura         | Aiko Nakamura         | 6           | 6           |  |  |              |                       |              |              |              |  |
|  |             | Ekaterina Afinogenova | Ekaterina Afinogenova | 1           | 1           |  |  | 8            | Aiko Nakamura         | 7            | 2            | 2            |  |
|  | 18          | Stéphanie Cohen-Aloro | 62                    | 6           | 6           |  |  | 18           | Stéphanie Cohen-Aloro | 62           | 6            | 6            |  |
|  |             | CoCo Vandeweghe       | 7                     | 3           | 4           |  |  |              |                       |              |              |              |  |

### Sezione 9
|  | Primo turno | Primo turno     | Primo turno     | Primo turno | Primo turno |  |  | Ultimo turno | Ultimo turno    | Ultimo turno    | Ultimo turno | Ultimo turno |  |
|  |             |                 |                 |             |             |  |  |              |                 |                 |              |              |  |
|  |             | Alberta Brianti | Alberta Brianti | 6           | 6           |  |  |              |                 |                 |              |              |  |
|  | 9           | Juliana Fedak   | Juliana Fedak   | 3           | 3           |  |  |              | Alberta Brianti | Alberta Brianti | 3            | 2r           |  |
|  | 24          | Melinda Czink   | Melinda Czink   | 7           | 7           |  |  | 24           | Melinda Czink   | Melinda Czink   | 6            | 3            |  |
|  |             | Alina Židkova   | Alina Židkova   | 5           | 5           |  |  |              |                 |                 |              |              |  |

### Sezione 10
|  | Primo turno | Primo turno             | Primo turno             | Primo turno | Primo turno |  |  | Ultimo turno | Ultimo turno      | Ultimo turno | Ultimo turno | Ultimo turno |  |
|  |             |                         |                         |             |             |  |  |              |                   |              |              |              |  |
|  | 10          | Galina Voskoboeva       | Galina Voskoboeva       | 6           | 6           |  |  |              |                   |              |              |              |  |
|  |             | Brenda Schultz-McCarthy | Brenda Schultz-McCarthy | 2           | 1           |  |  | 10           | Galina Voskoboeva | 7            | 0            | 6            |  |
|  | 20          | Anne Keothavong         | 7                       | 1           | 7           |  |  | 20           | Anne Keothavong   | 5            | 6            | 1            |  |
|  |             | Séverine Brémond        | 65                      | 6           | 6           |  |  |              |                   |              |              |              |  |

### Sezione 11
|  | Primo turno | Primo turno        | Primo turno        | Primo turno | Primo turno |  |  | Ultimo turno | Ultimo turno       | Ultimo turno       | Ultimo turno | Ultimo turno |  |
|  |             |                    |                    |             |             |  |  |              |                    |                    |              |              |  |
|  | 11          | Rosana De Los Rios | Rosana De Los Rios | 6           | 6           |  |  |              |                    |                    |              |              |  |
|  |             | Amber Liu          | Amber Liu          | 3           | 3           |  |  | 11           | Rosana De Los Rios | Rosana De Los Rios | 3            | 2            |  |
|  | 13          | Evgenija Rodina    | Evgenija Rodina    | 7           | 6           |  |  | 13           | Evgenija Rodina    | Evgenija Rodina    | 6            | 6            |  |
|  |             | Sesil Karatančeva  | Sesil Karatančeva  | 5           | 2           |  |  |              |                    |                    |              |              |  |

### Sezione 12
|  | Primo turno | Primo turno    | Primo turno    | Primo turno | Primo turno |  |  | Ultimo turno | Ultimo turno   | Ultimo turno   | Ultimo turno | Ultimo turno |  |
|  |             |                |                |             |             |  |  |              |                |                |              |              |  |
|  | 12          | Tat'jana Puček | Tat'jana Puček | 6           | 6           |  |  |              |                |                |              |              |  |
|  |             | Anne Yelsey    | Anne Yelsey    | 4           | 2           |  |  | 12           | Tat'jana Puček | Tat'jana Puček | 3            | 3            |  |
|  |             | Julia Schruff  | Julia Schruff  | 6           | 6           |  |  |              | Julia Schruff  | Julia Schruff  | 6            | 6            |  |
|  | 19          | Kyra Nagy      | Kyra Nagy      | 2           | 0           |  |  |              |                |                |              |              |  |